# Впадина ТИНРО
Впадина ТИНРО — впадина в центре Охотского моря.

## Топоним
Названа в честь Тихоокеанского научно-исследовательского рыбохозяйственного центра (ТИНРО).

## География
Расположена западнее Камчатки, между поднятиями Академии Наук и Института Океанологии вместе со впадиной Дерюгина и Курильской котловиной. Впадины Дерюгина и ТИНРО подстилаются корой переходного типа.
Дно впадины представляет собой равнину, лежащую на глубине около 850 метров. Максимальная глубина — 976 или 990 метров.
От глубоководной части Охотского моря отделена узким проходом — жёлоб Лебедя, — имеющим порог глубиной около 500 метров. В отличие от глубоководной области моря, характеризуется особым распределением гидрологических характеристик, обусловленным смешением тихоокеанских вод, поступающих через жёлоб Лебедя, с высокоплотными водами зимнего происхождения, скатывающимися вдоль северного склона глубин.

## История
Открыта и исследована в 1949—1979 годах советским научно-исследовательским судном «Витязь» вместе с близлежащей впадиной Дерюгина.